# OGLE-LMC-CEP-0227
OGLE-LMC-CEP-0227 – układ podwójny gwiazd, w którym jednym ze składników jest cefeida, położony w gwiazdozbiorze Złotej Ryby w Wielkim Obłoku Magellana, oddalony o około 160 000 lat świetlnych od Ziemi.
Układ jest pierwszym z odkrytych układów zaćmieniowych, w których jedną z gwiazd jest cefeida.
W 2010 w ramach międzynarodowego programu Araucaria polscy astronomowie określili masę cefeidy na 4,17 M☉ z dokładnością do 1%.